# سد سويس الأسفل
سد سويس الأسفل أحد سدود الطائف التاريخية.

## الوصف
يقع السد على شعب سويس الأسفل المفضي إلى وادي أم البكار على بعد 35 كم جنوب شرق الطائف٬ وما يزال هذا السد في حالة جيدة٬ ويمتد جداره من الشرق إلى الغرب بطول 37 متر٬ ثم ينكسر بزاوية قائمة إلى الجنوب بطول 12 متر٬ وارتفاعه 4.50 متر٬ وسمكه 2.10 متر٬ وارتفاع الانكسار 1.20 متر٬ وبه مفيض في الجبل من الشمال٬ يعود تاريخه إلى العصر الأموي.